# Guiñada adversa
La guiñada adversa es la tendencia natural e indeseable de una aeronave a derivar en dirección opuesta a un balanceo. Está causada por la diferencia entre la sustentación y la resistencia de cada ala. El efecto puede minimizarse en gran medida con alerones diseñados deliberadamente para crear resistencia cuando se desvían hacia arriba y/o mecanismos que aplican automáticamente una cierta cantidad de timón coordinado. Dado que las principales causas de la guiñada adversa varían con la sustentación, cualquier mecanismo de relación fija no resolverá completamente el problema en todas las condiciones de vuelo y, por lo tanto, cualquier aeronave operada manualmente requerirá cierta cantidad de timón por parte del piloto para mantener un vuelo coordinado.

## Historia
Los hermanos Wright experimentaron por primera vez el efecto de guiñada cuando no pudieron realizar giros controlados en su planeador de 1901, que carecía de superficie de control vertical. Orville Wright describió más tarde la falta de control direccional del planeador. 

## Causas
El desvío adverso es un efecto secundario de la inclinación de los vectores de sustentación (fuerza) sobre el ala debido a su velocidad de balanceo y a la aplicación de los alerones.: 327  Algunos manuales de formación de pilotos se centran principalmente en la resistencia adicional causada por el alerón desviado hacia abajo y hacen solo una breve o indirecta mención a los efectos del balanceo. De hecho, el balanceo de las alas suele tener un efecto mayor que los alerones. Suponiendo una velocidad de balanceo hacia la derecha, como en el diagrama, las causas se explican de la siguiente manera:

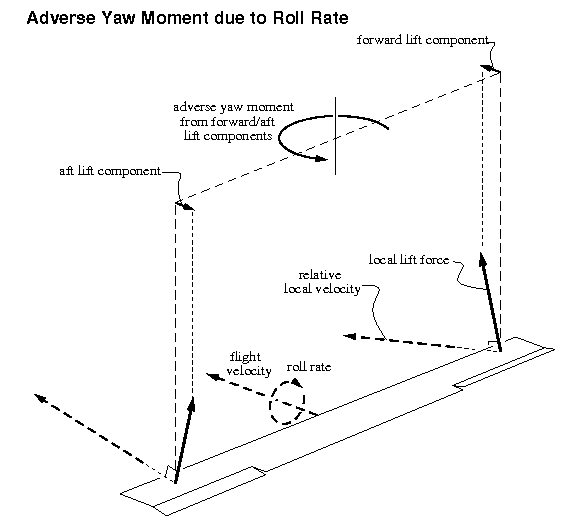

### Desviación del vector de sustentación durante el alabeo
Durante un movimiento de alabeo positivo, el ala izquierda se mueve hacia arriba. Si una aeronave estuviera suspendida en el aire sin ningún movimiento más que un alabeo positivo, entonces, desde el punto de vista del ala izquierda, el aire vendría desde arriba y golpearía la superficie superior del ala. Por lo tanto, el ala izquierda experimentaría una pequeña cantidad de flujo de aire entrante simplemente por el movimiento de alabeo. Esto se puede conceptualizar como un vector que se origina en el ala izquierda y apunta hacia el aire que se aproxima durante el balanceo positivo, es decir, perpendicularmente hacia arriba desde la superficie del ala izquierda. Si esta aeronave con balanceo positivo se moviera además hacia adelante en vuelo, entonces el vector que apunta hacia el aire que se aproxima sería principalmente hacia adelante debido al vuelo hacia adelante, pero también ligeramente hacia arriba debido al movimiento de balanceo. Este es el vector discontinuo que proviene del ala izquierda en el diagrama.
Por lo tanto, para el ala izquierda de un avión que se mueve hacia adelante, un giro positivo hace que el aire que se aproxima se desvíe ligeramente hacia arriba. De manera equivalente, el ángulo de ataque efectivo del ala izquierda disminuye debido al giro positivo.: 361  Por definición, la sustentación es perpendicular al flujo que se aproxima.: 18  La desviación hacia arriba del aire que se aproxima hace que el vector de sustentación se desvíe hacia atrás. Por el contrario, a medida que el ala derecha desciende, su vector que apunta hacia el aire que se aproxima se desvía hacia abajo y su vector de sustentación se desvía hacia adelante. La desviación hacia atrás de la sustentación del ala izquierda y la desviación hacia adelante de la sustentación del ala derecha dan como resultado un momento de guiñada adverso hacia la izquierda, opuesto al giro a la derecha deseado. Este momento de guiñada adverso solo está presente mientras la aeronave está girando con respecto al aire circundante y desaparece cuando el ángulo de inclinación de la aeronave se estabiliza.

### Resistencia inducida
Para iniciar un giro hacia la derecha, se necesita una sustentación momentáneamente mayor en el lado izquierdo que en el derecho. Esto también provoca una mayor resistencia inducida en el lado izquierdo que en el derecho, lo que aumenta aún más el desvío adverso, pero solo durante un breve periodo de tiempo. Una vez que se establece una velocidad de giro constante, el desequilibrio de sustentación entre el lado izquierdo y el derecho disminuye,: 351  mientras que los demás mecanismos descritos anteriormente persisten.

### Resistencia del perfil
La deflexión hacia abajo del alerón izquierdo aumenta la curvatura del perfil aerodinámico, lo que normalmente aumenta la resistencia parásita. Por el contrario, la deflexión hacia arriba del alerón derecho disminuye la curvatura y la resistencia del perfil. El desequilibrio de la resistencia del perfil se suma a la deriva adversa. Un alerón Frise reduce este desequilibrio de resistencia, como se describe más adelante.

## Minimización el desvío adverso
Existen varias características de diseño de las aeronaves que pueden utilizarse para reducir el desvío adverso y aliviar la carga de trabajo del piloto:

### Estabilidad en el desvío
Una fuerte estabilidad direccional es la primera forma de reducir la guiñada adversa. Esto está influenciado por el momento de la cola vertical (área y brazo de palanca alrededor del centro de gravedad).

### Coeficiente de sustentación
Dado que la inclinación de los vectores de sustentación izquierdo/derecho es la causa principal de la guiñada adversa, un parámetro importante es la magnitud de estos vectores de sustentación o, para ser más específicos, el coeficiente de sustentación de la aeronave. El vuelo con un coeficiente de sustentación bajo (o a una velocidad alta en comparación con la velocidad mínima) produce menos guiñada adversa.: 365 

### Mezcla de alerones y timón
Como es lógico, el timón es el medio más potente y eficaz para controlar el desvío, pero acoplarlo mecánicamente a los alerones no es práctico. El acoplamiento electrónico es habitual en los aviones con sistema fly-by-wire.

### Desviación diferencial de los alerones

Ilustración de un alerón diferencial

La geometría de la mayoría de los enlaces de los alerones se puede configurar para que el recorrido se incline más hacia arriba que hacia abajo. Al desviar excesivamente el alerón hacia arriba, se aumenta la resistencia del perfil en lugar de reducirla y la resistencia por separación contribuye aún más a producir resistencia en el interior del ala, lo que genera una fuerza de guiñada en la dirección del giro. Aunque no es tan eficaz como la mezcla del timón, el diferencial del alerón es muy fácil de implementar en casi cualquier avión y ofrece la ventaja significativa de reducir la tendencia del ala a entrar en pérdida (estancamiento) primero en la punta, al limitar la deflexión del alerón hacia abajo y el aumento efectivo del ángulo de ataque asociado.
La mayoría de los aviones utilizan este método de mitigación de la guiñada adversa, especialmente notable en uno de los primeros aviones conocidos en utilizarlo, el biplano de entrenamiento de Havilland Tiger Moth de la década de 1930, debido a su sencilla implementación y a sus ventajas en materia de seguridad.

### Alerones Frise

Ilustración de un alerón Frise

Los alerones Frise están diseñados de manera que, cuando se aplica el alerón superior, parte del borde delantero del alerón sobresale hacia abajo en el flujo de aire, lo que provoca un aumento de la resistencia en este ala (descendente). Esto contrarresta la resistencia producida por el otro alerón, reduciendo así el desvío adverso.
Desgraciadamente, además de reducir el desvío adverso, los alerones Frise aumentan la resistencia global de la aeronave mucho más que la corrección con el timón. Por lo tanto, son menos populares en aeronaves en las que es importante minimizar la resistencia (por ejemplo, en un planeador).
Nota: Los alerones Frise se diseñaron principalmente para reducir las fuerzas de control del balanceo. Contrariamente a lo que se muestra en la ilustración, el borde de ataque del alerón es en realidad redondeado para evitar la separación del flujo y la vibración en deflexiones negativas. Esto evita importantes fuerzas de resistencia diferencial.

### Espóiler de balanceo
En aviones grandes en los que el uso del timón es inadecuado a altas velocidades o los alerones son demasiado pequeños a bajas velocidades, se pueden utilizar espóilers de balanceo (también llamados espoilerons) para minimizar el desvío adverso o aumentar el momento de balanceo. Para funcionar como control lateral, el espóiler se eleva en el ala descendente (alerón hacia arriba) y permanece retraído en la otra ala. El espóiler elevado aumenta la resistencia, por lo que la guiñada se produce en la misma dirección que el balanceo.